# Кит (филм)
Кит (енгл. The Whale) америчка је психолошка драма из 2022. године. Режију потписује Дарен Аронофски, по истоименом позоришном комаду Самјуела Д. Хантера из 2012. године. Главне улоге тумаче Брендан Фрејзер, Сејди Синк, Хонг Чау, Тај Симпкинс и Саманта Мортон. Прати повученог наставника енглеског језика са прекомерном телесном тежином који покушава да обнови однос са ћерком тинејџерком.
Премијера је одржана 4. септембра 2022. године на Филмском фестивалу у Венецији, док је 9. децембра приказан у одабраним биоскопима, а потом 21. децембра у биоскопима широм Сједињених Америчких Држава, односно 2. фебруара 2023. године у Србији. Добио је помешане рецензије критичара, уз похвале за глумачку поставу. За свој наступ, Фрејзер је освојио Оскара, награду Удружења филмских глумаца и Филмску награду по избору критичара за најбољег глумца у главној улози, а такође је био номинован за Златни глобус и награду БАФТА. Зарадио је 55 милиона долара, у односу на буџет од 3 милиона.

## Радња
Чарли је професор енглеског језика који живи са тешком гојазношћу, чије време истиче. Док прави последњи, храбар покушај да се помири са својом разореном породицом, Чарли мора да се суочи, пуним срцем и жестоком духовитошћу, са давно закопаним траумама неизречене љубави која га прогања деценијама.

## Улоге
| Глумац          | Улога |
| --------------- | ----- |
| Брендан Фрејзер | Чарли |
| Сејди Синк      | Ели   |
| Хонг Чау        | Лиз   |
| Тај Симпкинс    | Томас |
| Саманта Мортон  | Мери  |
| Сатја Сридаран  | Ден   |